# Charles-François Lebrun

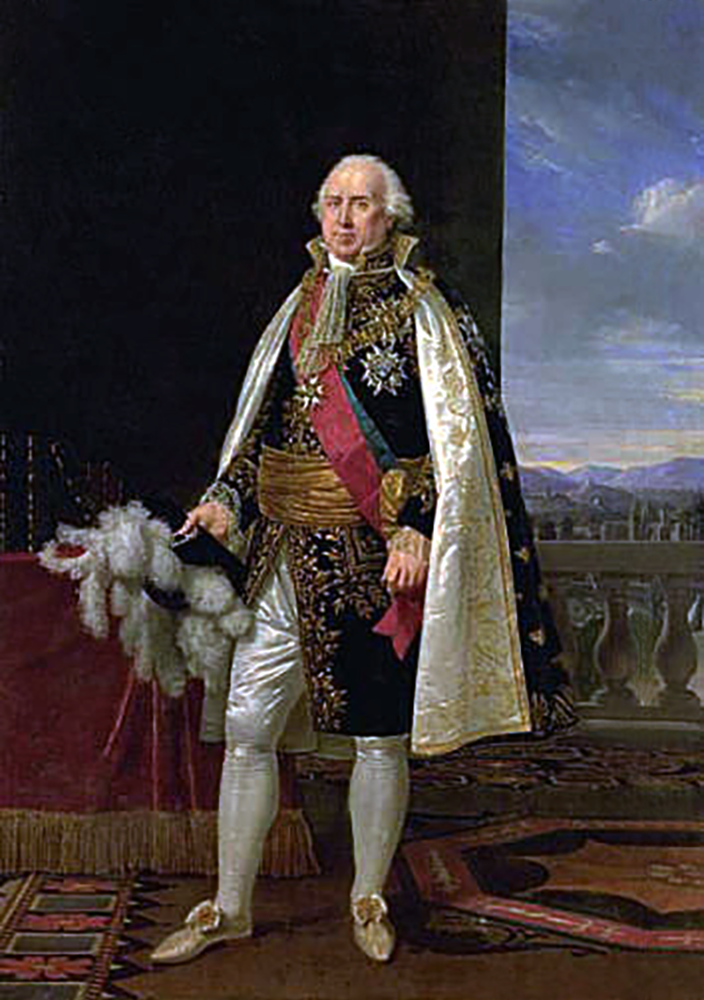
Lebrun in 1825?

Charles-François Lebrun, als prince de l'Empire 1e hertog van Plaisance, (Saint-Sauveur-Lendelin, 19 maart 1739 – Sainte-Mesme, 14 juni 1824) was een Frans staatsman en financieel specialist. Na de staatsgreep van 1799 werd hij door Napoleon Bonaparte tot derde consul benoemd. In de periode 1810–1813 was hij stadhouder-prins in de Hollandse departementen onder Napoleon. Hij was de enige bestuurlijke beambte die direct met de keizer mocht communiceren.
Lebrun was een vriendelijke, erudiete man met een grote belangstelling voor en kennis van de klassieken. Hij gaf onder andere een vertaling uit van Torquato Tasso's Jérusalem délivré (1774) en l'Odysée (1819). Hij was een goed jurist en wist veel van economie en financiën.

## Biografie

### Ancien régime

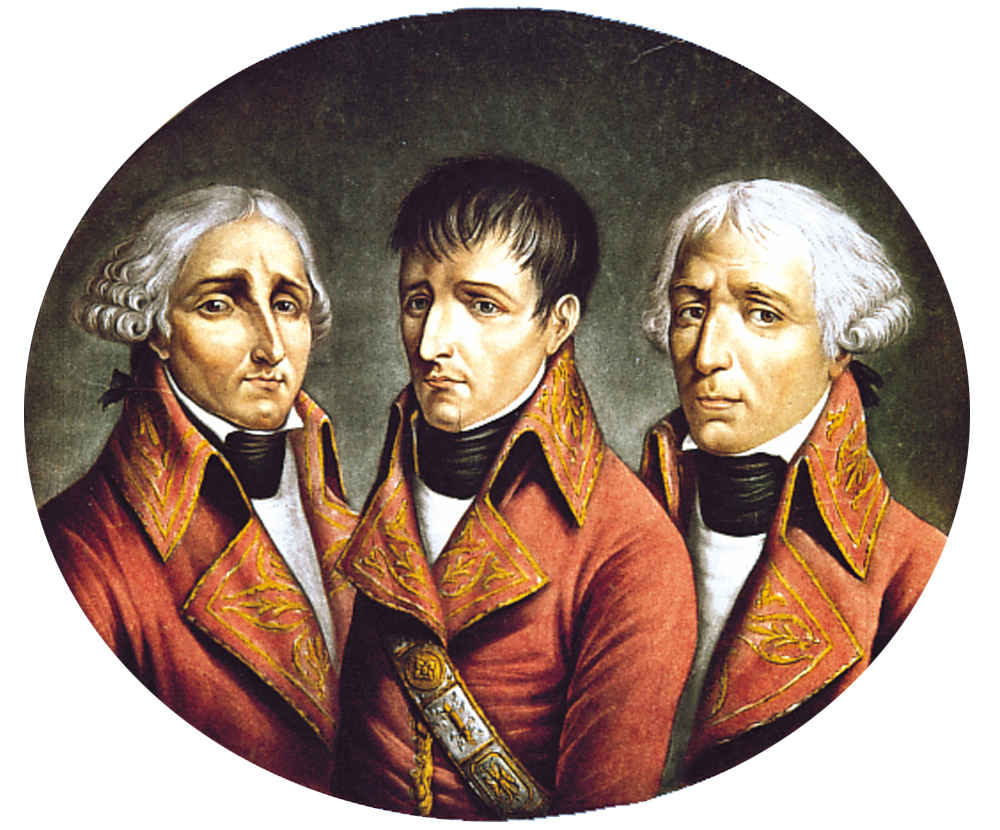
De drie consuls: Cambacérès, Napoleon en Lebrun

Lebrun werd geboren in het gehucht La Bouchelière, bij Saint-Sauveur-Lendelin, als vierde zoon van Paul Lebrun, een kleine landeigenaar, en Louise Le Cronier. Hij begon zijn opleiding aan het college van Coutances. Daarna studeerde hij aan het college van Grassin, in Parijs, waar hij zich in talen bekwaamde. Op zijn twintigste sprak hij vloeiend Latijn, Grieks, Italiaans, Spaans en Engels. Hij sloot zijn opleiding af met een studie filosofie aan het College van Navarra,
Hij begon in 1762 een carrière als advocaat. Daarna was hij achtereenvolgens koninklijk censor (1766) en inspecteur-generaal van kroondomeinen (1768). Lebrun werd een van de belangrijkste adviseurs van minister van Justitie René Nicolas de Maupeou. Hij nam deel aan de strijd tegen de parlementen. In 1771 werd het Parlement van Parijs ontbonden. Malesherbes pleitte voor het voortbestaan, maar werd verbannen naar zijn buitenverblijf. Lebrun ging samen met Maupeou in 1774 (politiek) ten onder toen Lodewijk XV stierf. Lodewijk XVI stuurde Maupeou de laan uit en herstelde de parlementen. Na zijn val leefde Lebrun een tijd lang teruggetrokken op zijn buiten in Grillon. Beïnvloed door de boeken van Jean-Jacques Rousseau wijdde Lebrun zich aan de literatuur. Hij vertaalde Torquato Tasso's, Jerusalem bevrijd (1774) en de Ilias (1776) en de Odyssee van Homerus. Pas tijdens het kabinet van Jacques Necker kwam hij weer in beeld dankzij Neckers vriendschap jegens hem. Hij bekleedde weliswaar geen officieel ambt, maar trad weer op als adviseur.
Tijdens het begin van de jaren zestig van de achttiende eeuw werd Lebrun een aanhanger van Montesquieu en een bewonderaar van de Britse grondwet. Hij reisde door de Oostenrijkse Nederlanden, de Republiek der Zeven Verenigde Nederlanden en ten slotte door het Verenigd Koninkrijk, waar hij onder andere debatten in het Parlement in Londen bijwoonde.

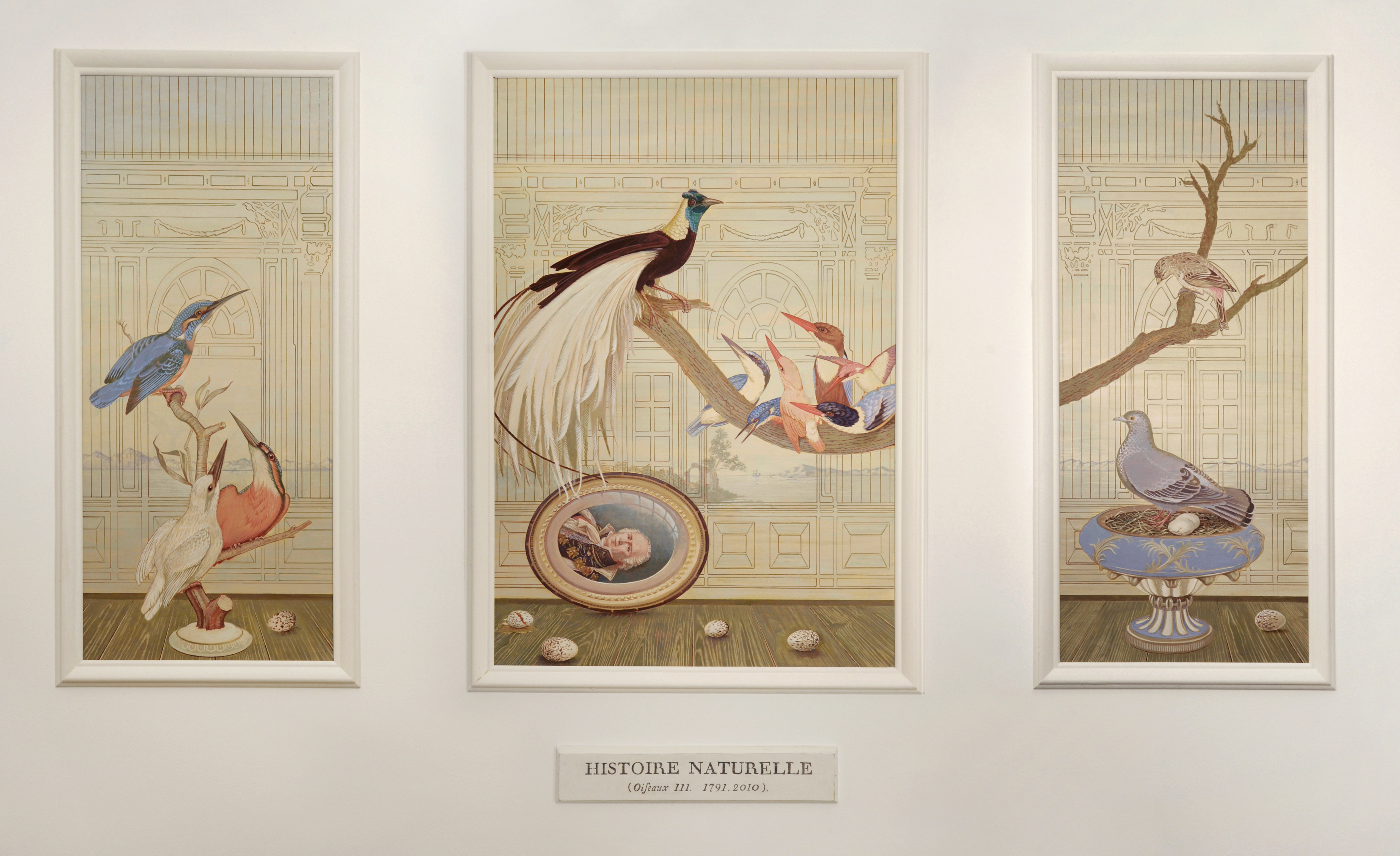
Histoire Naturelle 1810 – een van de in 2011 aangebrachte schilderingen in de entree van Herengracht 40; hier met het portret van Charles François LeBrun, Napoleons gouverneur in de Nederlanden

### Franse Revolutie

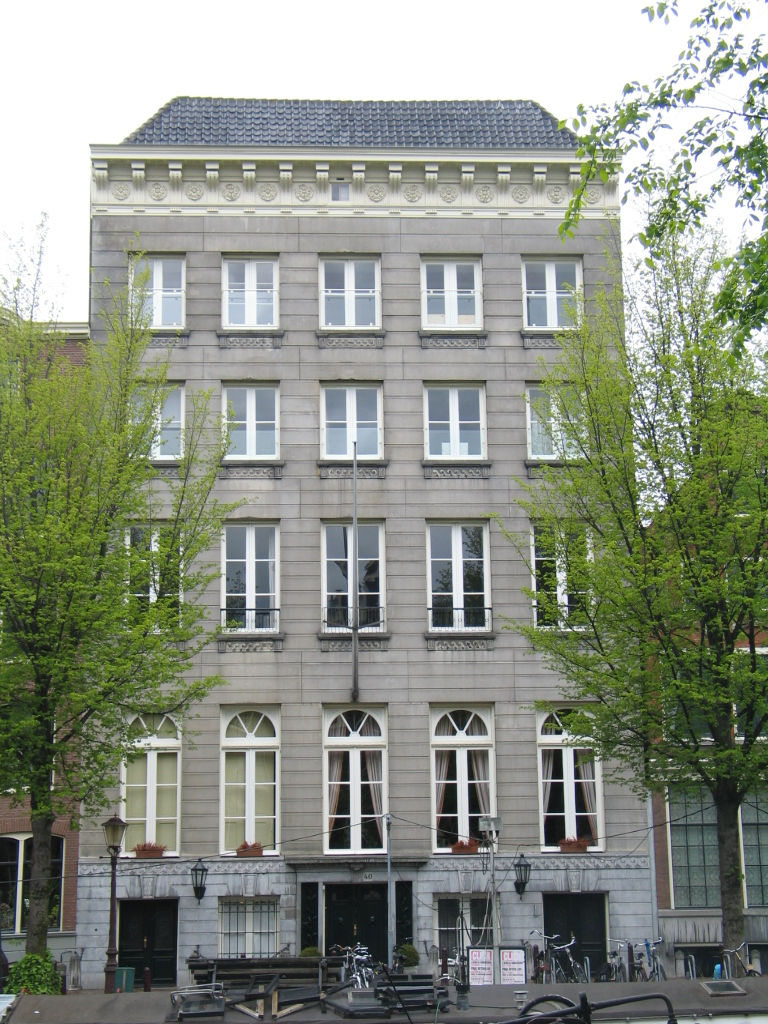
Woonhuis van Lebrun op Herengracht 40

Lebrun werd gekozen als lid van de Franse Staten-Generaal, maar trok zich na de discussies over de Verklaring van de rechten van de mens en de burger in augustus 1789 uit deze functie terug. In 1792 was hij minister van Buitenlandse Zaken en onderhandelde met enkele Nederlandse patriotten over de toekomstige grenzen. In 1795 werd hij lid van de Raad van Vijfhonderd; het jaar daarop voorzitter. Na de Staatsgreep van 18 Brumaire 1799 werd hij door Napoleon Bonaparte benoemd als derde consul. (Napoleon zelf was de eerste consul). In 1808 kreeg hij als beloning de titel hertog van Plaisance van Napoleon.
Aanvankelijk was Lebrun thesaurier-generaal en gouverneur van Liguria, waar hij ervaring had opgedaan met inlijving van de Ligurische Republiek. Op 9 juli 1810 bij het Decreet van Rambouillet kwamen de zes noordelijke, de zogenaamde "Hollandse" departementen door inlijving bij Frankrijk. Het koninkrijk Holland hield op te bestaan. In maart 1810, had het koninkrijk Holland al een ingrijpende territoriale wijziging ondergaan. Lodewijk Napoleon Bonaparte had bij het Traktaat van Parijs al het gebied ten zuiden van de Waal aan Frankrijk moeten afstaan. Het belangrijkste doel van de annexatie was de invoering van het Continentaal Stelsel.
Op 14 juli arriveerde de 71-jarige Lebrun in Amsterdam, waar hij een grachtenpand betrok dat in 1792 was gebouwd voor Tjaerd Anthony van Iddekinge. Hij was benoemd tot luitenant-generaal over de Hollandse departementen en werd bijgestaan door Alexander Gogel, intendant op financiën, François d'Alphonse op Binnenlandse Zaken, Hendrik Mollerus, Cornelis Charles Six van Oterleek en Robert Voûte. Een van zijn belangrijkste taken was de schokkende werking van Napoleons decreten te verzachten. Lebrun liet een kazerne bouwen, ontworpen door Abraham van der Hart, in de Sarphatistraat. Hij maakte veel propaganda voor de verbouw van suikerbieten om het plantagesysteem en de slavernij te ondermijnen.
Op 1 januari 1811 trad het Franse bestuur in werking. Lebrun werd op die dag gouverneur-generaal over zes departementen. De opname van “Hollande” in het keizerrijk Frankrijk in 1810 betekende dat Nederland nu ook te maken kreeg met het labyrint van de Parijse bureaucratie. In maart 1811 schreef hij aan Napoleon dat de conscriptie goed verliep. Op 11 april 1811 liet hij de inwoners van de Jodenbreestraat ontwapenen, nadat die dag een conscriptieoproer had plaatsgevonden. Toen op 20 september Franse douaniers in Nederland met stenen werden bekogeld, eiste Napoleon dat de schuldigen voor een militaire rechtbank werden gedaagd, maar Lebrun weigerde hieraan gehoor te geven. Napoleon wilde alle protestantse kerken verenigen, maar Lebrun was hiertegen.
In april 1813 zou een Nationale Garde worden opgericht. Binnen enkele dagen na de bekendmaking braken er onlusten uit in diverse plaatsen. Velen weigerden zich te laten registreren. Gabriel Jean Joseph Molitor sloeg de relletjes neer, maar wilde in oktober 1813 alle troepen uit Nederland terugtrekken. Lebrun achtte de situatie hopeloos. Molitor trok zich terug op Utrecht. Op 15 november braken er rellen uit in Amsterdam bij de Haarlemmerpoort, die zich uitbreidden naar Kattenburg. De volgende dag verliet Lebrun de stad. Hij vertrok via Utrecht, Gorinchem en Antwerpen naar Parijs. Op 20 november riepen Gijsbert Karel van Hogendorp, Frans Adam van der Duyn van Maasdam en Leopold van Limburg Stirum als Driemanschap van 1813, een Voorlopig Bestuur uit.
Na de val van Napoleon werd hij door koning Lodewijk XVIII tot pair van Frankrijk benoemd. Tijdens de Honderd Dagen waarin Napoleon weer aan de macht was, accepteerde hij zijn benoeming door Napoleon tot grand maître de l'Université. Lebrun moest zijn pairtitel inleveren nadat de Bourbon-monarchie was hersteld. Hij trok zich terug op zijn landgoed in Sainte-Mesme, waar hij op 85-jarige leeftijd overleed. Lebrun werd begraven op het Cimetière du Père-Lachaise.
- Bibliothèque nationale de France: cb12055126n (data)
- Biografisch Portaal: 69247885
- Digitale Bibliotheek voor de Nederlandse Letteren: brun059
- Gemeinsame Normdatei: 116850299
- International Standard Name Identifier: 0000 0001 2117 9087
- Library of Congress Control Number: no90007261
- Base Léonore: LH//1523/49
- Nationale Bibliotheek van Tsjechië: xx0236354
- Nationale Bibliotheek van Israël: 987007586100305171
- Nederlandse Thesaurus van Auteursnamen: 070107750
- Istituto Centrale per il Catalogo Unico: MILV127042
- Système universitaire de documentation: 028787994
- Virtual International Authority File: 2490692
- WorldCat: E39PBJdRBwyQwvJWvG699YMwYP